# Jäders socken
Jäders socken i Södermanland ingick i Österrekarne härad och är sedan 1971 en del av Eskilstuna kommun, från 2016 inom Kafjärdens distrikt.
Socknens areal är 51,71 kvadratkilometer, varav 51,38 land. År 1949 fanns här 929 invånare. Fiholms slott samt sockenkyrkan Jäders kyrka ligger i socknen.  

## Administrativ historik
Jäders socken har medeltida ursprung. 
Vid kommunreformen 1862 övergick socknens ansvar för de kyrkliga frågorna till Jäders församling och för de borgerliga frågorna till Jäders landskommun. Landskommunen inkorporerades 1952 i Kafjärdens landskommun som 1971 uppgick i Eskilstuna kommun. Församlingen uppgick 1995 i Kafjärdens församling.
1 januari 2016 inrättades distriktet Kafjärden, med samma omfattning som Kafjärdens församling fick 1995, och vari detta sockenområde ingår.
Socknen har tillhört län, fögderier, tingslag och domsagor enligt vad som beskrivs i artikeln Österrekarne härad.  De indelta soldaterna tillhörde Södermanlands regemente, Öster Rekarne kompani.

## Geografi

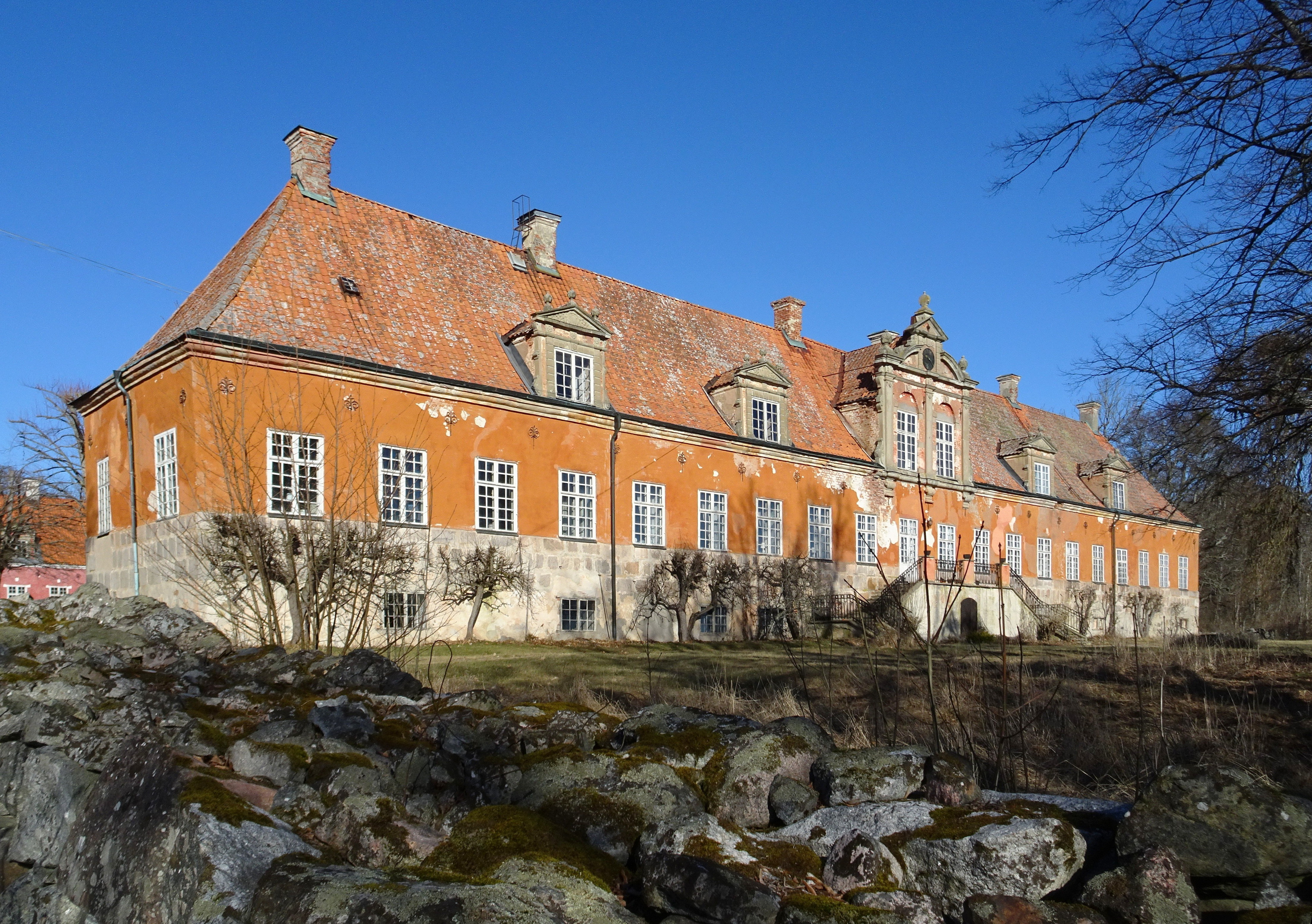
Fiholms slott, södra flygel.

Jäders socken ligger nordost om Eskilstuna söder om Mälaren och väster om Sörfjärden. Socknen är en odlingsbygd med skog i norr.

## Fornlämningar

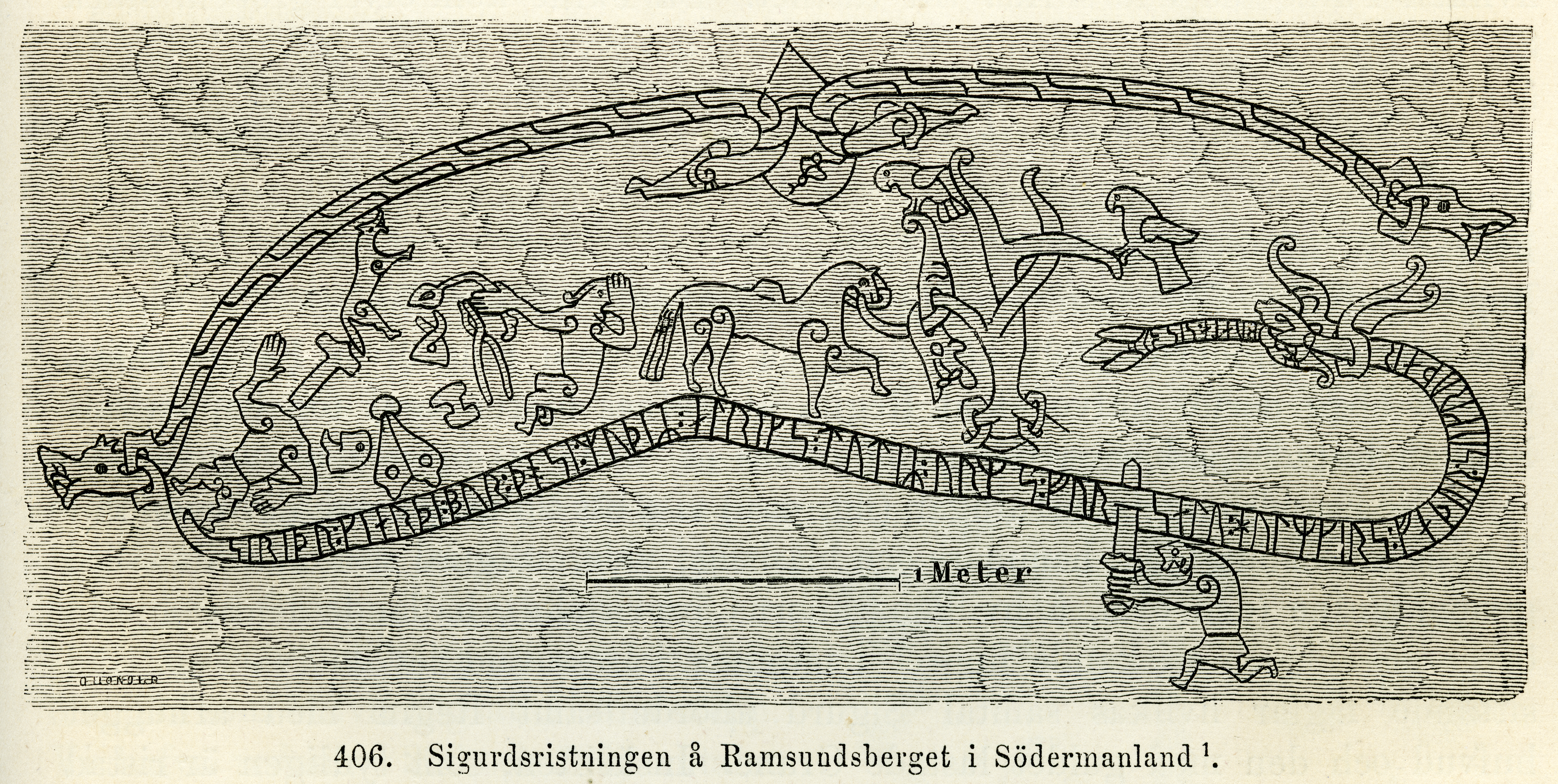
Träsnitt över Sigurdsristningen.

Från bronsåldern finns gravrösen. Från järnåldern finns ett 40-tal gravfält och flera fornborgar. Åtta runristningar har påträffats där Sigurdsristningen är känd.

## Namnet
Namnet (1314 Jäder) kommer från kyrkbyn och iädhur, 'kant, rand' syftande på en långsträckt höjd vid kyrkan, alternativt placeringen vid kanten av Mälaren.

## Personer från bygden
Från Jäder kommer Daniel Gildenlöw, sångare i Pain of Salvation.
Axel Oxenstierna, Sveriges största statsman, är uppväxt på Fiholm och blev begravd i Jäders kyrka 1655, i Oxenstiernska gravvalvet